# Valentina Skrabatun
Valentina Skrabatun, född den 23 juli 1958 i Dusjevo i Vitryssland, är en vitrysk roddare.
Hon tog OS-brons i åtta med styrman i samband med de olympiska roddtävlingarna 1996 i Atlanta.